# Theaterpreis des Bundes
Der Theaterpreis des Bundes wurde 2015 als Ermutigungspreis von der damaligen Beauftragten der Bundesregierung für Kultur und Medien Staatsministerin Monika Grütters zusammen mit dem Zentrum Bundesrepublik Deutschland des Internationalen Theaterinstituts ins Leben gerufen und im Dezember 2015 erstmals vergeben. Der Preis soll insbesondere die Leistungen der kleinen und mittleren Theaterhausstrukturen sowie der Spielstätten der freien Szene würdigen, besonders auch jenseits der Metropolen. 2023 wurde der Theaterpreis des Bundes von der Beauftragten der Bundesregierung für Kultur und Medien Staatsministerin Claudia Roth neu ausgerichtet und wird nun in vier Kategorien vergeben: ein Hauptpreis, dotiert mit 200.000 €, je ein Preis in den Kategorien Stadttheater und Landesbühnen, Privattheater und Gastspielhäuser und Freie Produktionshäuser,
jeweils dotiert mit 100.000 €.

## Entstehung, Absicht und Zielgruppe
2015 wurde der Preis von der Beauftragten der Bundesregierung für Kultur und Medien Staatsministerin Monika Grütters zusammen mit dem Zentrum Bundesrepublik Deutschland des Internationalen Theaterinstituts ins Leben gerufen und im Dezember 2015 erstmals vergeben.
Als Ermutungspreis soll er „die Theater in ihrer Rolle als Orte der ästhetischen Auseinandersetzung mit gesellschaftlichen Themen würdigen und stärken“. Die Auswahl der Preisträger spiegle, so Monika Grütters, „die einzigartige künstlerische Vielfalt der Theaterlandschaft in Deutschland.“ Die Bewerbung steht allen öffentlich geförderten kleinen und mittleren Theatern und freien Spielstätten der Bundesrepublik offen, welche in einer eigenen Spielstätte einen regelmäßigen, insgesamt mindestens neun Monate dauernden Spielbetrieb mit wechselnden künstlerischen Produktionen anbieten. Er zielt auf die Unterstützung von Vorhaben, die „die Rolle der Theater als Orte der Auseinandersetzung mit gesellschaftlichen Themen, als Spiegelbild der Gesellschaft erlebbar machen“.

## Jury
Die Jury wird von der Kulturstaatsministerin (Beauftragter der Bundesregierung für Kultur und Medien) berufen. Sie bestand 2015 aus fünf Theaterfachleuten aus verschiedenen Teilen der Bundesrepublik: Barbara Behrendt (Theater heute, Die Deutsche Bühne, taz), Barbara Mundel (Intendantin des Theaters Freiburg), Anne Peter (Chefredakteurin nachtkritik.de), Detlef Brandenburg (Chefredakteur Die Deutsche Bühne) und Holger Bergmann (Künstlerischer Leiter des Theaterfestivals Favoriten 2016).
Die Jury für 2019 bestand aus drei Theaterjournalisten und drei Theaterleitern: Jörg Albrecht (Künstlerischer Leiter Center for Literature Burg Hülshoff), Dorte Lena Eilers (Redaktion Theater der Zeit), Sophie Diesselhorst (Redaktion nachtkritik.de), Bettina Jahnke (Intendantin Hans-Otto-Theater Potsdam), Ulrike Kolter (Redaktion Deutsche Bühne) und Matthias Schulze-Kraft (Künstlerische Leitung Lichthof Theater Hamburg).

## Preise
Es werden drei Hauptpreise in Höhe von bis zu 150.000 Euro vergeben, außerdem können mit Preisen von je bis zu 80.000 Euro weitere beispielhafte Leistungen belohnt werden. Durch die Preisgelder von insgesamt 900.000 Euro möchte die Bundesregierung diese Spielstätten dazu motivieren, „erfolgreiche Beispiele einer in die Stadtgesellschaft wirkenden Kulturarbeit fortzuführen“. Da sich die Höhe der Preise für die einzelnen Bühnen an der übrigen öffentlichen Förderung der Preisträger ausrichtet, erhalten die Gewinner unterschiedlich hohe Summen.
Die Preisträger werden im Dezember bekanntgegeben, Ende Januar werden die Preise verliehen.

### Theaterpreis des Bundes 2015
Grundlage für die Vergabe des Theaterpreises des Bundes 2015 war das Programm der Spielzeit 2014/2015. Es lagen 187 Bewerbungen vor, aus denen 12 Preisträger ausgewählt wurden:
- Anhaltisches Theater Dessau, 80.000 Euro
- Das letzte Kleinod, 75.000 Euro
- Heimathafen Neukölln, Berlin, 55.000 Euro
- Lindenfels Westflügel, Leipzig 50.000 Euro
- Forum Freies Theater, Düsseldorf, 80.000 Euro
- Fundus-Theater, Hamburg, 80.000 Euro
- Maxim-Gorki-Theater, Berlin, 80.000 Euro
- Stadttheater Bremerhaven, 80.000 Euro
- Städtische Bühnen Osnabrück, 80.000 Euro
- Theater der Altmark, Stendal, 80.000 Euro
- Theater der Jungen Welt, Leipzig, 80.000 Euro
- Theater Oberhausen, 80.000 Euro

### Theaterpreis des Bundes 2017
Die Preisverleihung erfolgte am 6. Juli 2017 im Theater der Altmark (TdA) in Stendal. Grundlage für die Vergabe des Theaterpreises des Bundes 2017 war das Programm der Spielzeit 2015/2016. Es lagen 131 Bewerbungen vor, aus denen 8 Preisträger ausgewählt wurden:
- Theater & Philharmonie Thüringen, Gera/Altenburg, 115.000 Euro
- Theater Naumburg, 115.000 Euro
- E.T.A.-Hoffmann-Theater, Bamberg, 115.000 Euro
- Theater Junge Generation, Dresden 115.000 Euro
- Lichthof Theater, Hamburg, 50.000 Euro
- Tanzhaus NRW, Düsseldorf, 115.000 Euro
- Sophiensæle, Berlin, 115.000 Euro
- Schaubude Berlin, 115.000 Euro

### Theaterpreis des Bundes 2019
Die Preisverleihung erfolgte am 27. Mai 2019 im Theater Gera, das 2017 zu den Ausgezeichneten gehörte. Grundlage für die Vergabe des Theaterpreises des Bundes 2019 war das Programm der Spielzeit 2017/18. Bei dieser dritten Vergabe mussten nicht mehr eine genaue Anzahl von Produktionen/Aufführungen nachgewiesen werden, sondern ein stimmiges Gesamtprogramm. Es lagen 119 Bewerbungen vor, aus denen elf Preisträger ausgewählt wurden:
- Theater Thikwa, Berlin, 75.000 Euro
- Piccolo Theater Cottbus, 75.000 Euro
- Theater Erlangen, 75.000 Euro
- Theaterwerkstatt Pilkentafel, Flensburg 75.000 Euro
- Boat People Projekt, Göttingen, 75.000 Euro
- Oper Halle, 75.000 Euro
- Helios Theater, Hamm, 75.000 Euro
- Puppentheater Magdeburg, 75.000 Euro
- Landestheater Schwaben, Memmingen, 75.000 Euro
- Ringlokschuppen Ruhr, Mülheim an der Ruhr 75.000 Euro
- Theater Rampe, Stuttgart, 75.000 Euro

### Theaterpreis des Bundes 2021
Die Preisverleihung fand am 8. Juli in der Akademie der Künste, Berlin statt, und wurde auch live im Internet übertragen. Aufgrund der Pandemie und des Lockdowns lag dieses Mal der Schwerpunkt auf der Frage, wie die Theater kreativ auf diese Herausforderungen reagiert haben. Zitat von Monika Grütters, Staatsministerin für Kultur und Medien: „Gerade die kleinen und mittleren Bühnen jenseits der Großstädte sind wichtige Orte der kulturellen Bildung und des gesellschaftlichen Dialogs. Viele von ihnen haben – unterstützt von Ländern und Kommunen als Trägern - trotz der langen Schließungen während der Pandemie unbeirrt weitergemacht und dabei künstlerisch, technisch und strukturell neue Wege eingeschlagen. Für diese Beharrlichkeit und Kreativität verdienen sie unsere dankbare Aufmerksamkeit und Wertschätzung. Mit dem Theaterpreis des Bundes wollen wir sie ermutigen, ihre Ideen und Innovationen mit neuem Elan weiterzuverfolgen.“
Ausgezeichnet wurden:
- Jahrmarkttheater, Altenmedingen, 75.000 Euro
- LOT-Theater, Braunschweig, 75.000 Euro
- WUK Theater Quartier, Halle, 75.000 Euro
- Theater an der Glocksee, Hannover, 75.000 Euro
- Theaterhaus G7, Mannheim, 75.000 Euro
- Schlosstheater Moers, Moers, 75.000 Euro
- Theater an der Ruhr, Mülheim an der Ruhr, 75.000 Euro
- HochX Theater und Live Art, München, 75.000 Euro
- Das Papiertheater, Murnau, 75.000 Euro
- Salzlandtheater Staßfurt, Staßfurt, 75.000 Euro
- Wuppertaler Bühnen und Sinfonieorchester, Wuppertal, 75.000 Euro

### Theaterpreis des Bundes 2023
Der neu ausgerichtete Innovationspreis wurde im Rahmen der Preisverleihung am 11. Oktober im Haus der Berliner Festspiele, Berlin zum fünften Mal vergeben.
Ausgezeichnet wurden:
- Ballhaus Naunynstraße, Berlin, 200.000 Euro
- Theaterhaus Jena, Jena, 100.000 Euro
- Chamäleon Berlin, Berlin, 100.000 Euro
- LOFFT, Leipzig, 100.000 Euro